# Wongainingaui
De Wongainingaui (Ningaui ridei) is een buidelmuis uit het geslacht van de ningaui's. De wetenschappelijke naam van de soort werd voor het eerst geldig gepubliceerd door Mike Archer in 1975.

## Beschrijving
De Wongainingaui is een kleine buidelmuis met een smalle bek, kleine ogen en oren en een dunne staart. De bovenkant is grijsbruin, de flanken geelgrijs en de onderkant wit. De kop-romplengte bedraagt 58 tot 75 mm, de staartlengte 60 tot 70 mm en het gewicht 6,5 tot 12 g.

## Leefwijze
Deze ningaui is een solitaire, 's nachts actieve soort. Beschutting vindt het dier in zelfgebouwde nesten in vegetatie, in omgevallen bomen of in kleine tunnels. N. ridei eet kleine ongewervelden, zoals kevers, sprinkhanen en spinnen. Als hij het zwaar heeft, komt hij in een toestand van bewusteloosheid (torpor) terecht.

## Voortplanting
Na een draagtijd van 13 tot 21 dagen worden in september-oktober vijf tot zeven jongen geboren, die na zes weken in het nest worden gehouden en na dertien weken onafhankelijk zijn. Vrouwtjes kunnen per jaar twee nesten krijgen; het gebeurt slechts zelden dat een dier zijn tweede jaar haalt.

## Verspreiding
De soort komt voor in de droge binnenlanden van Australië (oostelijk West-Australië, de zuidelijke helft van het Noordelijk Territorium en de zuidelijke van Zuid-Australië en Zuidwest-Queensland). Het dier komt slechts voor in hummock-grasland met wat bomen op zand. In die gebieden komt het dier vrij algemeen voor.
Wongainingaui (Ningaui ridei) · Ningaui timealeyi · Ningaui yvonneae